# Charles Guillet
Pour les articles homonymes, voir Guillet.
Charles [Karel, Carolus] Guillet, né à Bruges (Flandres) dans le dernier quart du XVIe siècle, inhumé le 1er mai 1654 à Bruges, est un théoricien de la musique et compositeur belge.

## Biographie
C'est un notable de la ville de Bruges où il occupa diverses fonctions publiques : il est conseiller municipal durant l’exercice 1616-1617, chef de quartier dans celui de 1618-1619, échevin dans les exercices 1620-1621 et 1621-1622.
Il est élu en 1615 membre de la Confrérie du Saint-Sang de Bruges. À une époque non précisée, il est marguillier de l’église collégiale et paroissiale Notre-Dame de Bruges.
Il est inhumé à Bruges le 1er mai 1654, dans la chapelle de la Sainte-Trinité, d’après les registres de l’église Saint-Donat (État civil de Bruges). Ses héritiers ont refusé de se charger de ses obsèques.

## Œuvres

### Controverse
- Verschilling des Geloofs. Ouvrage oublié par Guillet en 1650, apparemment perdu, cité par Piscaër 1938 d’après Ledoulx.

### Théorie musicale
- Institution harmonique divisée en trois livres. Le premier contient la théorie musicale ; le second contient la pratique d'icelle ; et le troisième, les controverses qui se trouvent en la musique, par le sieur Guillet, ancien eschevin de la ville de Bruges. Manuscrit in-folio, [20]-474-[4] p., terminé en 1647. Wien ÖNB : Mus.Hs.2376 Mus. On ignore comment ce manuscrit s’est retrouvé dans les collections des Jésuites de Neustadt en Autriche dès 1668, quatorze ans seulement après la mort de l’auteur.

Une description est donnée dans Schmid 1845, qui contient la liste des 131 propositions du 1er livre. Ce traité, dont seul le premier livre est connu, est dédié en 1647 à l’archiduc Léopold-Guillaume de Habsbourg, gouverneur des Pays-Bas. Guillet y regrette que la musique soit mal enseignée et justifie ainsi d’avoir alourdi son traité avec de nombreuses traductions et la citation de nombreuses sources. L’ouvrage porte l’ambition d’exhaustivité typique de cette époque, qui se voit aussi dans l’Harmonie universelle de Marin Mersenne, la Musique universelle d'Antoine de Cousu ou la Musique rétablie de René Ouvrard... Les théoriciens Gioseffo Zarlino et Francisco de Salinas y sont souvent cités.
Une étude moderne de ce manuscrit fait l’objet de Grimaldi 2013.

### Musique

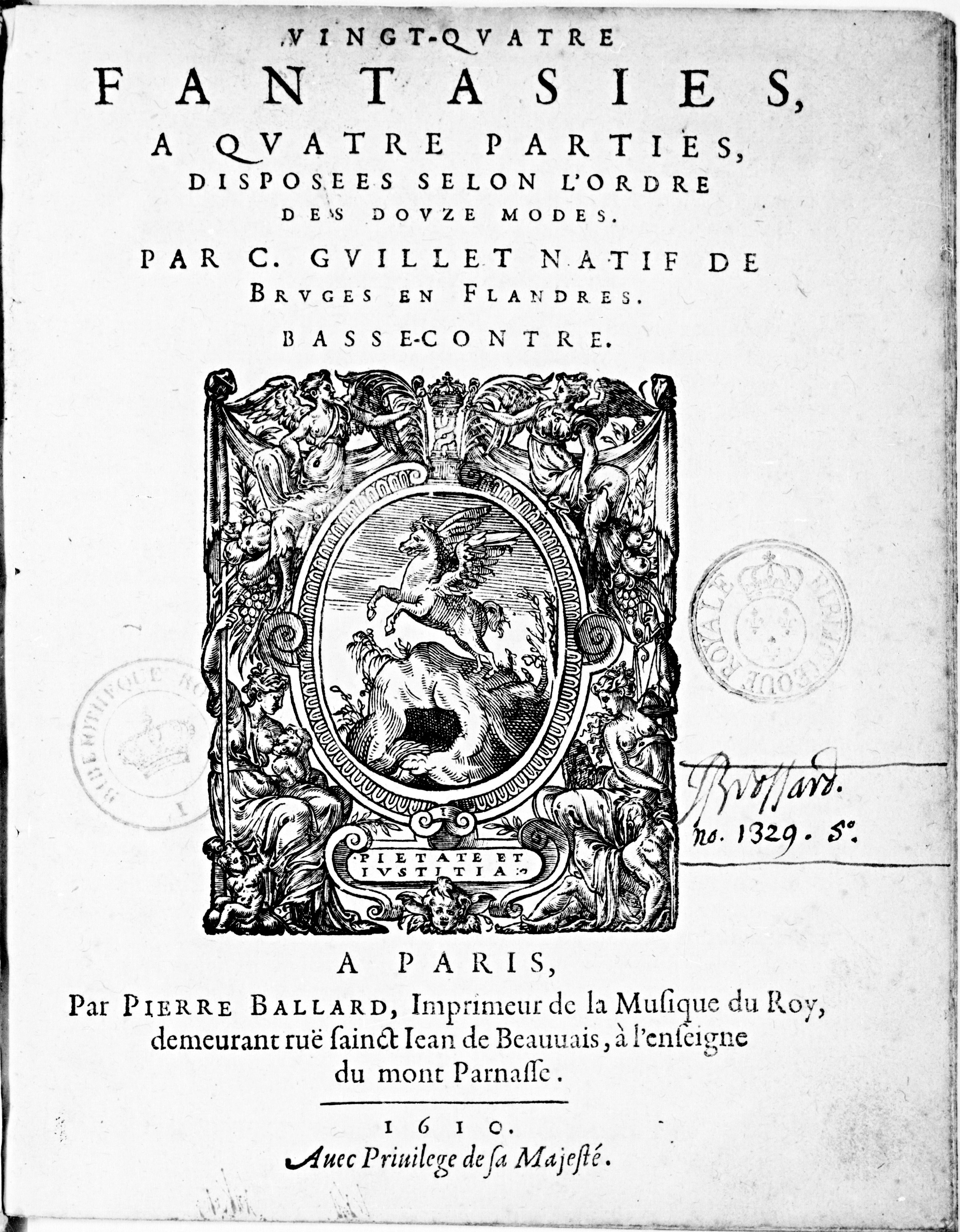
Titre des Fantaisies de Charles Guillet, 1610.

- Vingt-quatre fantaisies à quatre parties, disposées selon l'ordre des douze modes. Paris : Pierre I Ballard, 1610. 4 parties séparées in-4°. Guillo 2003 n° 1610-D, RISM G 5099.

Dédicace à Mre Charles de Fonsecque, Chevalier de l'Ordre du Roi, Conseiller en ses conseils d'État et Privé, Capitaine de cinquante hommes d'armes des ordonnances de sa Majesté, Seigneur & Baron de Surgères, &c..
Édition moderne par Jean Bonfils, Schola Cantorum, 1961-62 (coll. L’Organiste liturgique, n° 33, 37, 49-50) ; réédité chez Kalmus.
Édition moderne : 24 Fantaisies, éditions Chanvrelin, 2005, 58 p.
Édition moderne en ligne chez Vista Mare Musica.
Édition moderne par Maurizio M. Gavioli sur IMSLP.
Ces fantaisies sont composées de vingt-quatre ricercars à quatre parties et monothématiques. Elles sont fortement structurées par l'utilisation systématique de cadences sur les cordes principales de chaque mode : finale, médiante et dominante. L'auteur précise lui-même le rôle didactique de ces œuvres : pour ... apprendre à jouer de l'orgue ... exercer les doigts sur le clavier ... cognoissance des modes... Ce sont probablement son habileté dans les modes et le contrepoint qui valurent à Guillet d’être cité par Eustache Du Caurroy dans la préface de ses Meslanges en 1610.
- Les Meslanges des œuvres harmoniques à 2, 3, 4 & 8 parties de M. C. Guillet. 4°.

Cette édition perdue est citée dans le catalogue de la bibliothèque de musique de Jean IV du Portugal, 1649 (n° 623 et 624) ; elle est également citée dans le catalogue du libraire Balthasar Bellère à Douai, fascicule de 1620-1621. Il s’agit très probablement d’une édition d’Anvers ou de Douai.

### Guillet et les modes
Dans ses fantaisies, Guillet suit l'ordonnance des modes courant en France au début du XVIIe siècle : deux séries de douze fantaisies selon les douze modes (six authentes et six plagaux), la première par nature (d'ut à la) et la seconde transposée par bémol (de fa à ré). En revanche la dénomination des modes est chez lui beaucoup plus curieuse : si les fantaisies suivent la théorie de Zarlino (d'ut à la), leur classification est celle de Glaréan, entraînant une conjonction inédite que Guillet est le seul à utiliser :
- finale sur ut : Dorien
- finale sur ré : Phrygien
- finale sur mi : Lydien
- finale sur fa : Mixolydien
- finale sur sol : Ionien
- finale sur la : Eolien.

Pour chaque fantaisie, l'auteur précise l'espèce de son diapason (voir Salomon de Caus ou Antoine de Cousu) et la place de son mode dans la classification. Exemples : 
- Premiere Fantasie / Mode dorien, authentique / contenu dans la première espèce de Diapason divisé Harmoniquement : Premier des modernes, Unziesme des anciens
- Seconde Fantasie / Mode sous-dorien, plagal / contenu dans la cinquiesme espèce de Diapason divisé Arithmetiquement : Second des modernes, Douziesme des anciens.

Il est difficile de déterminer l'origine de ce système, car il semble que Guillet se base directement sur les écrits de Zarlino, Glarean et Salinas. De nombreux compositeurs abandonnent à cette époque les noms grecs des modes, se limitant à la place des finales dans la numérotation de Zarlino (Dodécacorde de Claude Le Jeune, Institutions Harmoniques de Salomon de Caus, Exemples des douze modes de Charles Racquet, etc.). 
Dans son Institution harmonique de 1647, Guillet rejette aussi la dénomination classique des 12 modes et lui préfère les six modes naturels. En cela, il suit le mouvement observé au début du XVIIe siècle, où cette préoccupation théorique est de plus en plus caduque face à l'abandon progressif de la différenciation authente/plagal et l'émergence de deux pôles principaux : le majeur et le mineur.